# میا گراس
میا گراس (زاده ۱۸ آوریل ۲۰۰۱) یک ورزشکار در رشته دو و میدانی ، اهل استرالیا است. او در مسابقات سرعت شرکت می کند. بعد از آن گراس در دوی ۱۰۰  ، ۲۰۰ متر ، قهرمان نوجوانان استرالیا در سال ۲۰۱۸و ۲۰۱۹ می شود. او به عنوان یک بزرگسال، عضوی از تیم رله سرعت استرالیا بود که در بازی‌های مشترک المنافع ۲۰۲۲ به مقام چهارم دست پیدا می کند. 

## زندگی شخصی
گراس در مدرسه گرامر جیلونگ تحصیل نمود. او پسر عموی جوآن کینگ ورزشکار سه گانه می باشد. گراس همچنین به عنوان یک مربی شخصی در یک باشگاه در ملبورن در حال فعالیت در این زمینه می باشد.